# Ка Лино (Венеција)
Ка Лино (итал. Ca' Lino) је насеље у Италији у округу Венеција, региону Венето.
Према процени из 2011. у насељу је живело 674 становника. Насеље се налази на надморској висини од -1 м.